# Kolik (Zeitschrift)
kolik. zeitschrift für literatur ist eine 1997 von Gustav Ernst und Karin Fleischanderl begründete österreichische Literaturzeitschrift, Erscheinungsort ist Wien. Zu den jährlich stattfindenden österreichischen Filmfestivals Viennale (Wien) und Diagonale (Graz) erscheinen jeweils Sonderhefte als KOLIK FILM.
Mehr als 336 Autoren (Stand 2016) haben bislang für die Zeitschrift Beiträge geschrieben. Sie kommen vorwiegend aus dem deutschsprachigen Raum mit Schwerpunkt Österreich. Dazu gehören u. a.
Friedrich Achleitner,
Bettina Balàka,
Helmut Eisendle,
Antonio Fian,
Elfriede Gerstl,
Sandra Gugić,
Reto Hänny,
Walter Hinderer,
Elfriede Jelinek,
Alexander Kluge,
Alfred Kolleritsch,
Friederike Mayröcker,
Judith Nika Pfeifer,
Peter Rosei,
Gerhard Rühm,
Marion Steinfellner,
Anna Weidenholzer,
Herbert J. Wimmer,
Gernot Wolfgruber,
Dorothea Zeemann.